# Мечин
Мечин (рум. Măcin) — місто у повіті Тулча в Румунії.
Місто розташоване на відстані 184 км на північний схід від Бухареста, 53 км на захід від Тулчі, 126 км на північ від Констанци, 20 км на південний схід від Галаца.

## Населення
За даними перепису населення 2002 року у місті проживали 10 625 осіб.
Національний склад населення міста:
| Національність   | Кількість осіб | Відсоток |
| ---------------- | -------------- | -------- |
| румуни           | 9776           | 92,0 %   |
| цигани           | 439            | 4,1 %    |
| турки            | 337            | 3,2 %    |
| росіяни-липовани | 53             | 0,5 %    |
| італійці         | 10             | 0,1 %    |
| угорці           | 3              | < 0,1 %  |
| греки            | 3              | < 0,1 %  |
| німці            | 2              | < 0,1 %  |
| українці         | 1              | < 0,1 %  |

Рідною мовою назвали:
| Мова       | Кількість осіб | Відсоток |
| ---------- | -------------- | -------- |
| румунська  | 10271          | 96,7 %   |
| турецька   | 211            | 2,0 %    |
| циганська  | 102            | 1,0 %    |
| російська  | 32             | 0,3 %    |
| італійська | 5              | < 0,1 %  |
| угорська   | 3              | < 0,1 %  |
| грецька    | 1              | < 0,1 %  |

Склад населення міста за віросповіданням:
| Релігія        | Кількість осіб | Відсоток |
| -------------- | -------------- | -------- |
| православні    | 10241          | 96,4 %   |
| мусульмани     | 340            | 3,2 %    |
| римо-католики  | 33             | 0,3 %    |
| баптисти       | 5              | < 0,1 %  |
| адвентисти     | 2              | < 0,1 %  |
| реформати      | 1              | < 0,1 %  |
| греко-католики | 1              | < 0,1 %  |
| старообрядці   | 1              | < 0,1 %  |